# Tušická Nová Ves
Tušická Nová Ves je obec na Slovensku v okrese Michalovce.
První zmínka o obci pochází z roku 1325.
V Tušické Nové vsi funguje mateřská i základní škola. V obci stojí kostel Nejsvětějšího Srdce Ježíšova vysvěcený v roce 1994.